# Brachyllus francottei
Brachyllus francottei är en skalbaggsart som beskrevs av Keith 1999. Brachyllus francottei ingår i släktet Brachyllus och familjen Melolonthidae. Inga underarter finns listade.